# Смерч-вихрь
Смерч-вихрь — собирательное название ряда вертикальных вихрей, которые образуются в результате подъёма более нагретого воздуха от поверхности земли. Смерч-вихри, в отличие от обычных смерчей, развиваются снизу вверх, а облако над ними, если и образуется, то является следствием вихря, а не его причиной. 

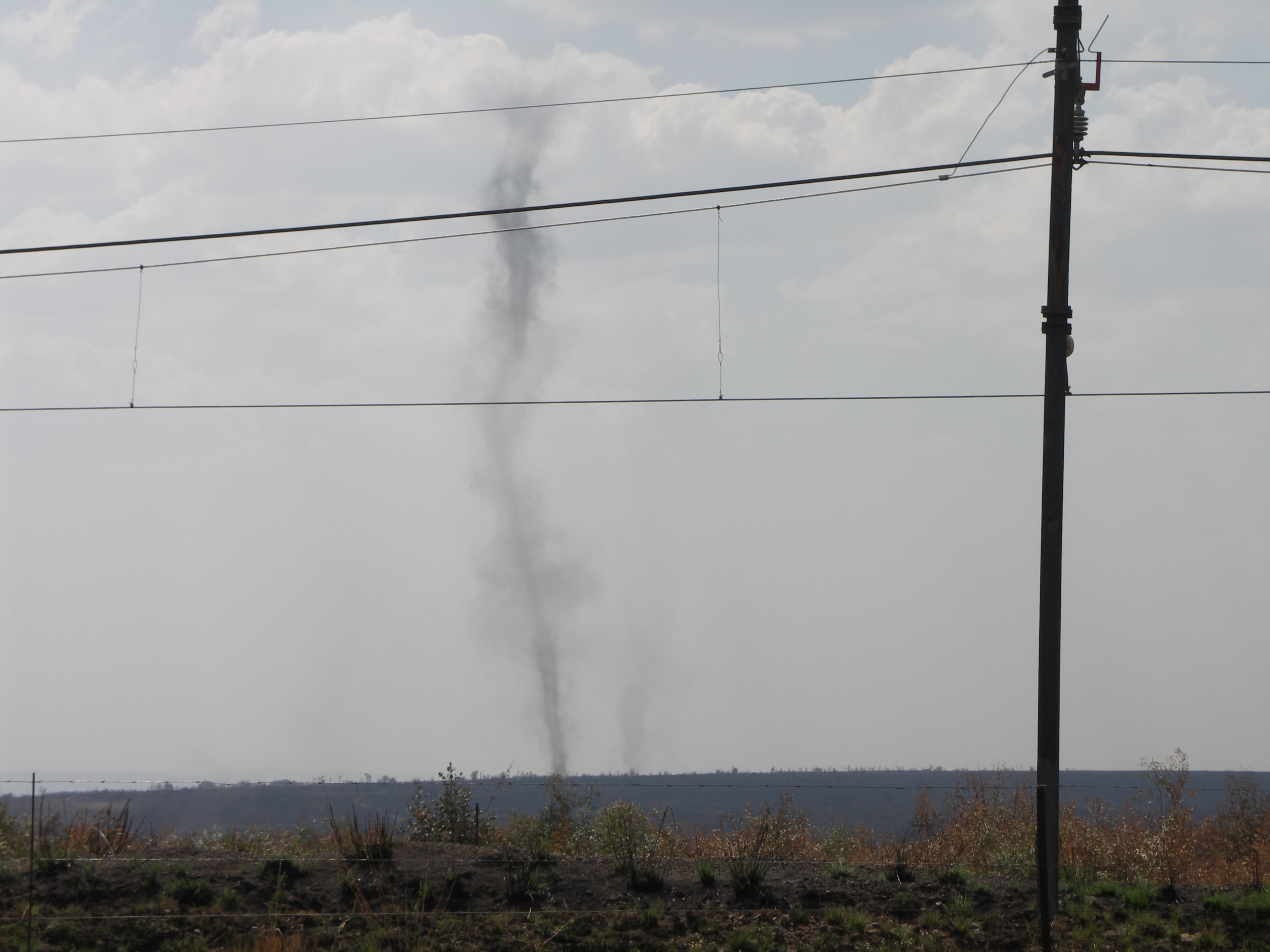
Смерч-вихрь

Известны пыльные вихри («пыльные дьяволы»), огненно-дымовые вихри, пепловые, снежные, водяные, невидимые воздушные вихри. Пыльные вихри могут достигать в высоту 90—100 м, до 100 м в диаметре и продолжаться около получаса. Снежные вихри наблюдаются в Арктике, причем достигают там 60 м в высоту.